# Daniel de Alfonso Laso
Daniel de Alfonso Laso (Madrid, 1964) és un jutge espanyol que va dirigir l'Oficina Antifrau de Catalunya (OAC) des del 2011 fins al 2016.
Llicenciat en dret per la Universitat CEU San Pablo, quan va ser nomenat director de l'oficina antifrau tenia vint-i-un anys d'experiència com a jutge, destinat a la secció setena de l'Audiència de Barcelona i treballant en dret penal. Va entrar a l'OAC el 2011, després de la mort sobtada del fiscal David Martínez Madero. Va ser proposat pel govern d'Artur Mas amb el suport del PP, el PSC i CiU. En la votació, ICV i ERC es van abstenir i Solidaritat per la Independència i Ciutadans hi van votar en contra.
El cas més mediàtic en què va treballar va ser el del Maremàgnum de Barcelona. Va presidir el tribunal que va condemnar a tretze anys de presó els dos porters de discoteca i un vigilant de seguretat per la mort del jove equatorià Wilson Pacheco, l'any 2002. Ha estat membre de l'Associació Professional de la Magistratura, una de les cinc associacions professionals de jutges més grans de l'estat espanyol, d'ideologia conservadora. No es coneix la seva filiació política.
Dos mesos després de presentar un codi de conducta per al lideratge ètic de les institucions, el 21 de juny de 2016 es van filtrar converses privades entre de Alfonso i Jorge Fernández Díaz, ministre d'Interior, on presumptament conspiraven per fabricar escàndols contra ERC i CDC, en el conegut com Operació Catalunya.
De Alfonso va ser destituït del seu càrrec el 29 de juny de 2016, arran del Cas Fernández Díaz.
Després de veure's obligat a cessar el càrrec, De Alfonso podria reincorporar-se a la seva plaça de magistrat a l'Audiència de Barcelona segons l'article 351 de la Llei Orgànica del Poder Judicial, que permet mantenir la plaça tot i exercir temporalment un càrrec de designació política, aprovat el setembre del 2011. L'Associació Professional de la Magistratura (APM) es va mostrar contrària a una possible reincorporació de De Alfonso, que en va ser portaveu, ja que podria malmetre la imatge d'imparcialitat de la justícia espanyola.
Tot i l'oposició de l'APM, l'exdirector de l'Oficina Antifrau de Catalunya va signar el 23 de juliol de 2016 la seva reincorporació com a magistrat de l'Audiència de Barcelona. De Alfonso va signar el reingrés l'últim dia del termini que tenia per fer-ho d'acord amb el Consell General del Poder Judicial i entrant per una porta lateral, per evitar la premsa. La intenció de De Alfonso era reincorporar-se a la seva plaça com a magistrat en la secció setena de l'Audiència. Al cap de poc temps, però, va marxar de l'Audiència de Barcelona i es va traslladar a la vigilància penitenciària de Cantàbria, país natal de la seva mare.